# John Castle
Pour les articles homonymes, voir Castle.
John Castle est un acteur britannique né le 14 janvier 1940 à Croydon (Royaume-Uni).

## Filmographie

### Comme acteur de cinéma
- 1966 : Blow-Up de Michelangelo Antonioni : Bill le peintre
- 1968 : Le Lion en hiver d'Anthony Harvey : Geoffrey
- 1969 : The Promise de Michael Hayes : Marat Yestigneyev
- 1972 : Made de John Mackenzie : Father Dyson
- 1972 : Antoine et Cléopâtre de Charlton Heston : Octavius Caesar
- 1972 : L'Homme de la Manche d'Arthur Hiller : le « Duc » / Dr Sanson Carrasco
- 1976 : The Incredible Sarah de Richard Fleischer : Damala
- 1976 : Eliza Fraser de Tim Burstall : le capitaine Rory McBride
- 1979 : L'Étalon de guerre d'Anthony Harvey : le prêtre
- 1980 : Never Never Land de Paul Annett : Jim
- 1985 : Le Roi David de Bruce Beresford : Abner
- 1989 : Dealers de Colin Bucksey : Frank Mallory
- 1993 : RoboCop 3 de Fred Dekker : Paul McDaggett
- 1993 : Mémoire d'un sourire de Franco Zeffirelli : Giuseppe
- 1996 : Merisairas de Veikko Aaltonen : l'ingénieur-chef Mantz
- 2003 : Gods and Generals de Ronald F. Maxwell : Old Penn

### Comme acteur à la télévision
- 1966 : End in Tears
- 1967 : Le Prisonnier (série, épisode 6 Le Général) : Numéro 12
- 1968 : If There Weren't Any Blacks You'd Have to Invent Them : le jeune homme
- 1972 : Smith
- 1975 : Ben Hall (série) : Frank Gardiner
- 1975 : The Fight Against Slavery (feuilleton) : Rev. John Newton
- 1976 : Moi Claude empereur (I, Claudius) (feuilleton) : Postumus
- 1976 : The New Avengers - Dirtier by the Dozen série : Colonel 'Mad Jack' Miller
- 1977 : The Three Hostages : Dominick Medina
- 1978 : The Prime of Miss Jean Brodie (série) : Teddy Lloyd
- 1978 : Lillie (feuilleton) : Prince Louis of Battenberg
- 1980 : Daisy
- 1983 : Reilly: The Ace of Spies (feuilleton) : Count Massino
- 1984 : Kim (en) : Narrator (voix)
- 1984 : The Life and Death of King John : Earl of Salisbury
- 1985 : The Murders at Lynch Cross : Dr. David Warreck
- 1985 : Un meurtre sera commis le... : l'inspecteur Craddock
- 1986 : Lost Empires (feuilleton) : Nick Ollanton
- 1987 : The Bretts (feuilleton) : Laszlo Sandor
- 1991 : Sherlock Holmes et la croix de sang (The Crucifer of Blood) : Neville St. Claire
- 1992 : Le miroir se brisa : Detective Inspector Craddock
- 1995 : Le Petit Lord Fauntleroy (feuilleton) : Havisham
- 1997 : Dark Blue Perfume : Mark
- 1997 : The Heart Surgeon : Charlie Hawkesmore
- 1998 : Animated Epics: Beowulf : Hygelac (voix)
- 1998 : The Vanishing Man (série) : Moreau
- 1998 : The Cater Street Hangman : Rev. Prebble
- 2000 : A Dinner of Herbs (feuilleton TV) : Alfred Cottle
- 2000 : Hercule Poirot (série, épisode Le Couteau sur la nuque) : Lord Edgware
- 2001 : Hornblower: Retribution : Capt. Collins, Member of Court
- 2005 : Princes in the Tower : Dr. Argentine
- 2005 : Trafalgar Battle Surgeon : Gunner Rivers
- 2006 : A Harlot's Progress : Sir John Gonson
- 2006 : Inspecteur Barnaby, saison 10, épisode 3 (La Chasse au trésor) : Charles King